# 2-氨基苯硫酚
2-氨基苯硫酚（英語：2-Aminothiophenol）為一有機硫化物，其化學式表示為C6H4(SH)(NH2)。2-氨基苯硫酚是無色油膏狀固體，然而若為不純物則可能有很深的顏色。其可溶於部分有機溶劑，在水中溶解度低。2-氨基苯硫酚可做為苯并噻唑類化合物的前驅物, 這類化合物有的具生物活性，有的則被用來作為染劑。而它的異構物包含3-氨基苯硫酚及4-氨基苯硫酚。
2-氨基苯硫酚可由以下兩步驟合成：首先以苯胺和二硫化碳反應，再水解此步驟所得之巯基苯即可得。也可以透過由鋅催化2-硝基苯磺酰氯之還原得到。